# Famille Orehóczy
La famille Orehóczy de Kusarovecz (en croate: Orehovečki od Guščerovca, en hongrois: kusaroveczi Orehóczy család) était une famille aristocratique croate–hongroise de municipalité Sveti Petar Orehovec.